# Žďárec (hrad)
Hrad Žďárec stával nad pravým břehem říčky Libochůvky na jihozápad od obce Žďárec, na katastru obce Rojetín. Typologicky stojí na rozhraní mezi hradem a tvrzí.

## Historie
První písemná zmínka a zároveň také jediná pochází z roku 1365. Jméno objektu se nedochovalo. V zápise do zemských desk sloužil jako topografický bod pro vymezení hranice panství. V té době už byl nejspíš opuštěný, protože v roce 1358 došlo k připojení Žďárce k Víckovu. Archeologický průzkum datoval existenci hradu od 2. poloviny 13. do 1. poloviny 14. století.

## Popis
Ze severu a západu byl objekt chráněn strmými svahy ostrožny, na které stál. Z východu, kde je svah mírnější, jej doplňoval dvojitý val s příkopem. Přístupová cesta vedla od jihu, kde cestu přehrazoval příkop. Vlastní hradní areál měl tvar lichoběžníka, přičemž směrem k severu se zužuje. Zbytky zdiva na východě ukazují na alespoň částečně kamennou hradbu. Podoba budov se nedá určit, pouze na západě se dochovala 6,5 metru široká prohlubeň, snad zbytek po obdélné budově, ovšem mohlo se jednat i o nedokončený příkop.